# Thomas Schmitt (Künstler)
Thomas Schmitt (* 1951 in Berlin) ist ein deutscher Comiczeichner und Musiker.

## Leben und Werk
Der Sohn des Karikaturisten Erich Schmitt studierte Graphik und war dann in Ostberlin als Retuscheur tätig.
Zusammen mit Detlef Bruno Melzer und Herbert Treichel gründete Schmitt 1973 die Gruppe MTS, deren Sänger und Liedtexter er ist.
Gemeinsam mit seinem Bruder Ulrich Sturm schuf er die kartoffelförmigen Comicfiguren der „Matufflis“, die zwischen 1976 und 1988 in vier Serien in der NBI erschienen sind und auch in Buchform publiziert wurden.
Im Kinderfernsehen tritt Schmitt als Schnellzeichner Tom seit 1976 auf. Zunächst wirkte er beim Fernsehen der DDR u. a. in der Sendung 1-2-3 Allerlei mit, später beim MDR und der ARD in eene meene mopel, im ORB-Club sowie in der auf ORB, SFB und N3 ausgestrahlten Kinderzeit.